# Marie von Gebsattel

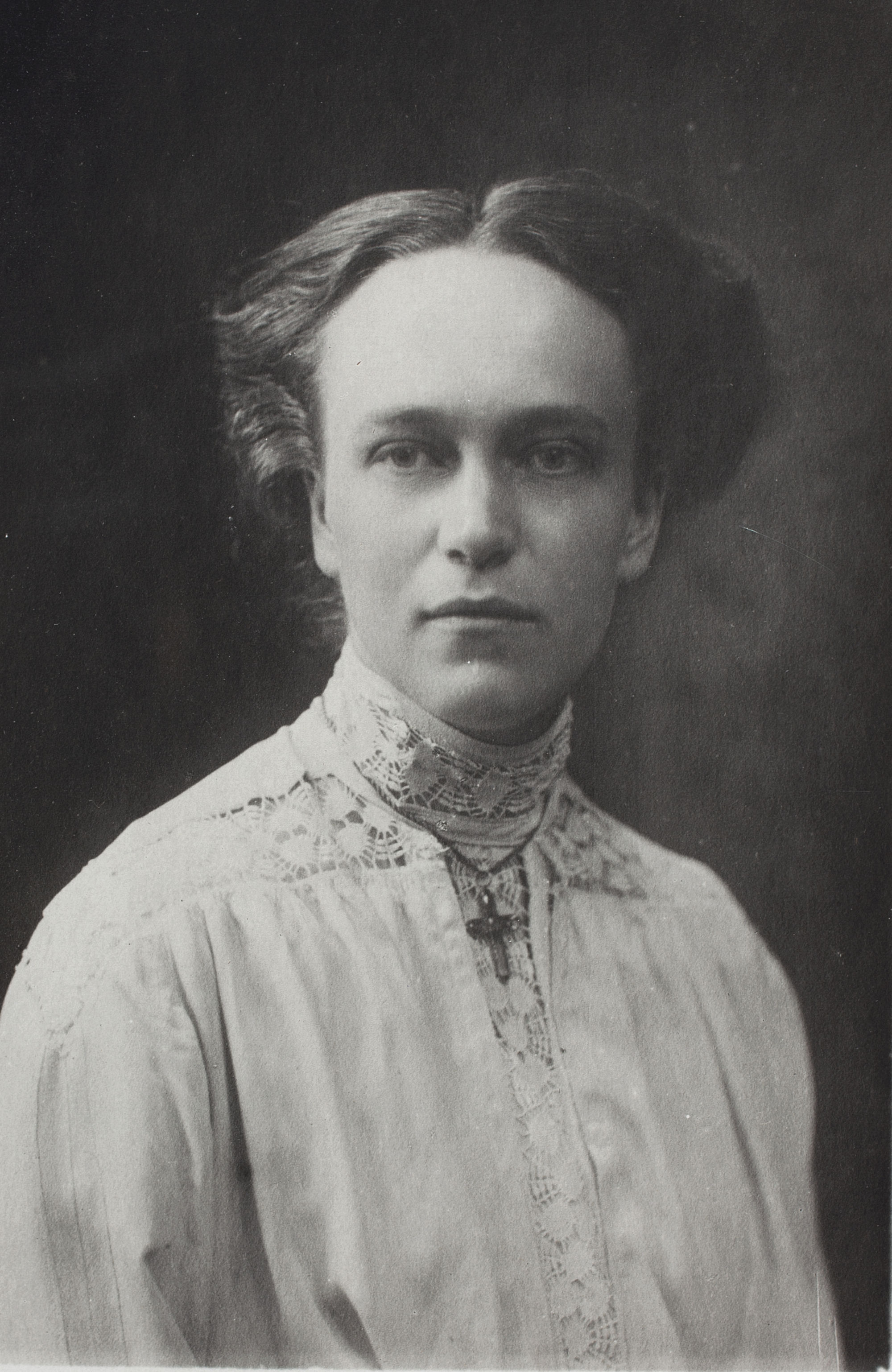
Marie von Gebsattel (undatierte Aufnahme), Fotograf Philipp Kester

Marie Olga Emma Freiin von Gebsattel, später Sr. Maria Ancilla (* 5. Februar 1885 in Bamberg; † 3. November 1958 in Altötting) war Oberregierungsrätin, Mitglied des Bayerischen Landtags, Oberin der Marienschwestern vom Heiligen Ludwig Maria Grignion von Montfort und Mitbegründerin des Weltbundes Regina Mundi.

## Leben und Wirken
Sie war das zweite und jüngste Kind des Generals Ludwig von Gebsattel und seiner aus russischem Adel stammenden Ehefrau Sophie Wassiliewna von Olsufjew. Marie, von den Eltern und Verwandten Mädy genannt, durchlief die damals übliche Schulbildung für Mädchen des gehobenen Standes: Privatunterricht, öffentliche Volksschule, Höhere Mädchenschule (mit Internat). Nach Jahren als Haustochter und längerer Erkrankung absolvierte sie die Lehrerinnenausbildung für mittlere und höhere Mädchenschulen in Berlin und legte dort 1910 erfolgreich das Examen ab. Während ihrer Ausbildung verliebte sich die Freiin in einen körperlich etwas verwachsenen Arzt. Die Eltern waren mit dieser Liaison nicht einverstanden, zumal der ältere Mann, neben seiner körperlichen Behinderung, auch noch von nicht aristokratischer Abstammung war. Die Mutter schrieb: 
Eine Mutter wird nie ihre Tochter einem Krüppel geben.
Doch der Mann, in den sie sich verliebt hatte, verlobte sich mit einer anderen Frau. Dieses enttäuschende Erlebnis ist mit einer der Gründe gewesen, warum Marie Freiin von Gebsattel auf Ehe und Kinder verzichtete; aus jener Zeit ist auch ihr Wunsch, einem Kloster beizutreten datiert. Doch schon in sehr jungen Jahren war sie auf der Suche nach Vollkommenheit und völliger Hingabe. Sie besuchte tagtäglich die Hl. Messe:
Sie hatte ihren Glauben im täglichen Kontakt mit dem Leiden und durch die Lektüre erbaulicher Literatur... vertieft. Ihre Vorbilder waren die heilige Elisabeth (1207–1231) und der heilige Franz von Sales (1567–1622). Durch die Lektüre der Werke Ludwig Maria Grignions von Montfort (1673–1716) entwickelte sie eine tiefe Marienverehrung.
In der Folgezeit war die Aristokratin Lehrerin am Institut der Englischen Fräulein in Augsburg, betätigte sich dann ab 1914 in Nürnberg in ehrenamtlicher caritativer Liebestätigkeit. Als die adelige Familie 1917 nach Würzburg übersiedelte, engagierte sich  Marie von Gebsattel dort in der Ortsgruppe des Katholischen Fürsorgevereins für Mädchen, Frauen und Kinder. Ferner war sie aktives Mitglied im Bayerischen Landesverband des Katholischen Deutschen Frauenbunds.
Im November 1918 beabsichtigte die Regierung von Kurt Eisner, den Einfluss der Kirche auf das Schulwesen zurückzudrängen. Darüber war die Freiin sehr erbost und entschied, sich politisch zu betätigen. Sie kandidierte für den Landtag und gewann ein Mandat. 1919 zog sie für die BVP in den Bayerischen Landtag ein. Als Abgeordnete (1919–1923) kämpfte sie für den Aufbau und die Erhaltung christlicher Kulturideale. Sie trat nicht nur für die Beibehaltung von Bekenntnisschulen und die Trennung der Geschlechter ein, sondern auch dafür, Mädchen und Buben unterschiedliche Lehrstoffe anzubieten. Diesbezüglich konstatierte sie 1920 in einer Landtagsrede:
Der Charakter der weiblichen Psyche, die biologische Entwicklungskurve der Mädchen, die natürliche Bestimmung und Aufgabe der Frau als Lebensquell und Mittelpunkt der Familie, als Hüterin des Herdes, Pflegerin und Erzieherin der kommenden Generation (verlangt) eine zwar der Knabenerziehung gleichwertige, aber doch andersartige Erziehung der Mädchen.
1921 wurde sie zur Fachberaterin des Höheren weiblichen Schulwesens berufen. In dieser Funktion unterstützte sie beispielsweise Martha von Grot, Schulleiterin einer Höheren Mädchenschule, seit 1924 „Mädchenlyzeum“. Letztgenannte entwickelte das reformpädagogische Konzept der Schule des erziehenden Unterrichts. Dieses besagt, daß es sich um eine Schule handelt, nicht um ein Heim, eine Erziehungsanstalt, deren eigentliche Aufgabe der Unterricht, die Wissensvermittlung und Wissensaneignung ist. Das Beiwort erziehend aber besagt, daß in dieser Schule der Unterricht in Formen verläuft, die an sich erziehlich wirken.
Anfang 1933 wurde die Adelige noch zur Oberregierungsrätin für Unterricht und Kultus ernannt, doch bereits im Oktober des Jahres zwangsweise in den dauernden Ruhestand versetzt, da im Ministerium die Beamtenplätze mit männlichen Parteigenossen zu besetzen waren. Der wahre Grund ihres Rauswurfs war jedoch ihre religiöse Überzeugung, die den Nazis nicht passte. Folgend betreute die Freiin ihre alternde und kranke Mutter. Zudem engagierte sich aktiv im Weltbund Regina Mundi, dessen Mitbegründerin sie war, und der im November 1933 nach etlichen Jahren endlich die angestrebte päpstliche Anerkennung erhielt. Dieser, noch heute bestehende Weltbund, verpflichtet sich, Maria als Königin und Herrin im Leben anzuerkennen und alljährlich die gemeinsame Hingabe an sie zu vollziehen. Alle Seelen, die für das Reich Mariens beten, arbeiten und leiden, sollten in diesem Weltbund zusammengeschlossen sein. Mit Regina Mundi hat sie an vielen Wallfahrten nach Lourdes teilgenommen und dem eigenen Bekunden nach einige Wunderheilungen erlebt, u. a. bei ihrer Mutter und bei sich selbst.
Nach Ende des Zweiten Weltkriegs hätte die Aristokratin gerne wieder das auch in Bayern brachliegende Schulwesen aufgebaut. Wegen ihrer konservativen Einstellung war sie jedoch nicht mehr erwünscht. Ihre Wiedereinstellung hätte einer dauerhaften Zusammenarbeit der bayerischen Regierung mit der SPD entgegengestanden.
Im Alter von 66 Jahren verwirklichte sie ihren lang gehegten Wunsch und trat in die Gemeinschaft der Marienschwestern v. Hl. Louis-Marie Grignion de Montfort ein. Sie nahm den Namen Sr. Maria Ancilla an. 1956 wurde sie zur Oberin ernannt.
Als Sr. Maria Ancilla ein Jahr vor ihrem Tode schwer erkrankte, suchte sie erneut Heilung in Lourdes, jedoch ohne Erfolg. Kurz nach ihrer Rückkehr verstarb sie. Ihr Leichnam ruht in der Gruft der Grignionschwestern auf dem Friedhof von Altötting.

## Werke (Auswahl)
- Skizzen. Ravensburg 1910
- Geistliche Kriegslieder. München 1916
- Rosenkranzlieder. Paderborn 1916
- Vollkommene Marienverehrung. 3 Bde., Paderborn 1934–1936
- Schule des erziehenden Unterrichts (Grotschule). Paderborn 1949
- Durch Maria zu Jesus. Altötting 1953